# Integrina alfa 2b
L'integrina alfa-IIb è una proteina che nell'uomo è codificata dal gene ITGA2B. ITGA2B, noto anche come CD41, codifica per la catena alfa dell'integrina 2b. Le integrine sono proteine di membrana integrali eterodimeriche composte da una catena alfa e una catena beta. La catena alfa 2b subisce un clivaggio post-traduzionale per produrre catene leggere e pesanti legate tramite ponte disolfuro che si uniscono con la catena beta 3 per formare il recettore del fibrinogeno (la glicoproteina IIb/IIIa) espresso dalle piastrine, che svolge un ruolo cruciale nella coagulazione. Le mutazioni che interferiscono con la sintesi della glicoproteina provocano tromboastenia di Glanzmann. Oltre all'adesione, è noto che le integrine partecipano alla segnalazione mediata dalla superficie cellulare.

## Interazioni
ITGA2B ha dimostrato di interagire con le proteine AUP1 e CLNS1A.